# أدوبي ألترا
أدوبي ألترا (بالإنجليزية: Adobe Ultra)‏ هو أداة مستقلة من مجموعة أدوات شركة أدوبي المعروفة باسم أدوبي كريتف سويت (بالإنجليزية: Adobe Creative Suite)‏، وهو مخصص لإضافة مؤثرات وتركيبات على الفيديو تسمى الكروما (بالإنجليزية: Chroma)‏، بالإضافة لاحتوائه على ميزة إضافة مؤثرات واقعية.
أدوبي ألترا سهل الاستخدام نسبيا خاصة للمبتدئين، للحصول على نتائج ذات طابع احترافي. وهو متوفر فقط لأنظمة تشغيل ويندوز بإصدار سي أس 3.

## كيف يعمل أدوبي ألترا
يعتمد بشكل رئيسي عند إضافة تأثيرات الكروما على التعرف إلى المساحات الخضراء أو الزرقاء في خلفية الفيديو. بحيث بالإمكان إضافة مؤثرات شبه حقيقية ومركبة وذلك بصورة سحب وإسقاط المهام (drag and drop)على صفحة العمل، ولا سيما قدرته على إضافة مؤثرات الظلال والانعكاسات.
أدوبي ألترا له القدرة على إنتاج فيديو ذو جودة النشر، ويدعم امتدادات لملفات عديدة شائعة.

## مزايا أدوبي ألترا
- إمكانية التكفل بإنتاج تركيب لأي غرض من مشاريع إنتاج الفيديو.
- إنشاء خلفيات مركبة ذات واقعية عالية وبطرق بسيطة وسهلة.
- أدوبي ألترا تحتوي على 12 مجموعة من المؤثرات الواقعية.
- إنتاج فيديو ذو جودة النشر، ويدعم امتدادات لملفات عديدة شائعة.

## وصلات خارجية
- رابط إلى موقع أدوبي ألترا